# Phyllothemis raymondi
Phyllothemis raymondi is een libellensoort uit de familie van de korenbouten (Libellulidae), onderorde echte libellen (Anisoptera).
De wetenschappelijke naam Phyllothemis raymondi is voor het eerst geldig gepubliceerd in 1950 door Lieftinck.